# Crypsirina cucullata
La dendrogazza monaca o gazza arboricola dal cappuccio (Crypsirina cucullata Jerdon, 1862) è un uccello passeriforme della famiglia dei corvidi.

## Etimologia
Il nome scientifico della specie, cucullata, 

## Descrizione

### Dimensioni
Misura 29-31 cm di lunghezza, per 130-135 g di peso.

### Aspetto
Si tratta di uccelli dall'aspetto robusto ma slanciato, muniti di testa arrotondata con grosso becco robusto e lievemente arcuato verso il basso, ali appuntite e digitate, forti zampe e lunga coda (fino a una volta e mezzo il corpo) dalla caratteristica estremità allargata e arrotondata.
Il piumaggio è di color grigio cenere su nuca, collo, petto, ali (ad eccezione delle remiganti primarie e della punta delle altre remiganti, che sono nere) e dorso, schiarendosi ma rimanendo grigio su petto e ventre: la coda è nera (con penne laterali bianche e superficie inferiore grigio-biancastra), e dello stesso colore è anche la testa (da cui il nome comune).
Il becco e le zampe sono di colore grigio acciaio-nerastro (il primo con margine basale carnoso e di colore giallino), mentre gli occhi sono di colore grigio-biancastro.

## Biologia

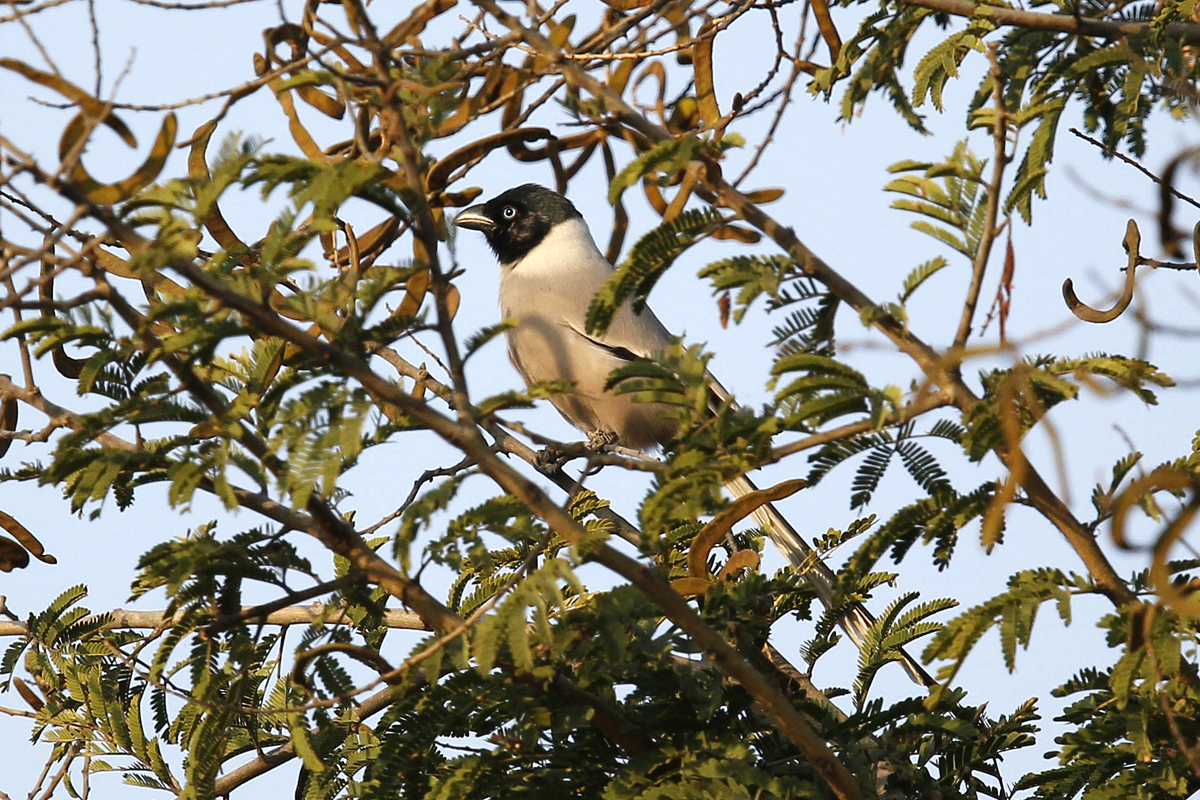
Esemplare in natura.

Si tratta di uccelli dalle abitudini di vita diurne e molto riservate, che vivono in coppie e si muovono prevalentemente fra i rami di alberi e cespugli, non scendendo praticamente mai al suolo (eccezion fatta per eventuali bagni di sabbia o in acqua) e tenendosi sporadicamente in contatto con richiami trillanti o aspri gracchi d'allarme.

### Alimentazione
Si tratta di uccelli la cui dieta è ancora poco conosciuta, ma molto verosimilmente onnivora, componendosi di insetti (termiti alate, grosse cavallette e mantidi), oltre che di bacche e frutti.

### Riproduzione

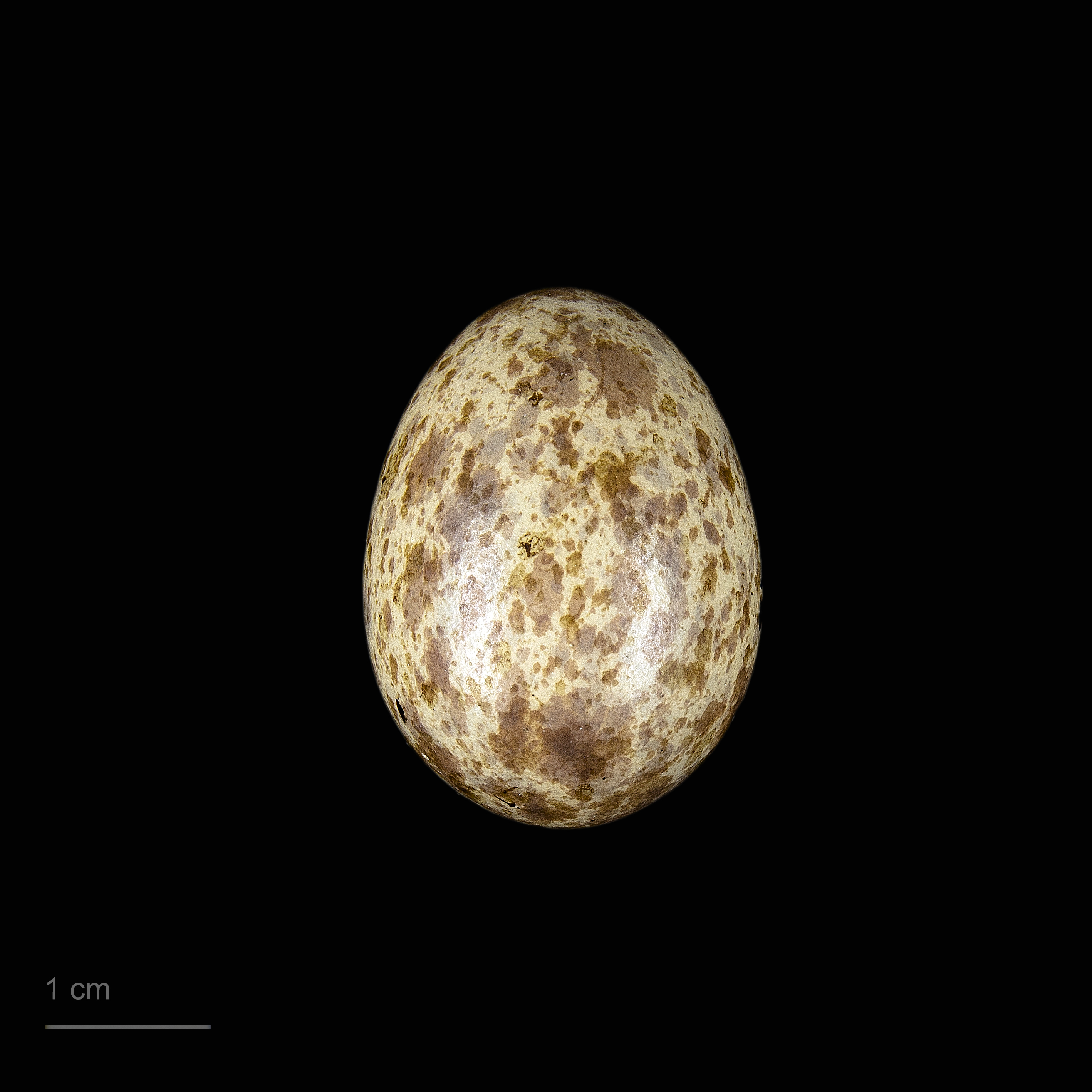
Uovo di Crypsirina cucullata - Museo di Tolosa

Gli unici dati finora raccolti riguardo alla riproduzione di questi uccelli riguardano alcuni nidi osservati in maggio e giugno, dalla forma a coppa e simile a una versione in miniatura e più ordinata di un nido di gazza: si tratta di uccelli monogami, nei quali le coppie nidificano in solitudine.

## Distribuzione e habitat
La dendrogazza monaca è endemica della Birmania, della quale popola l'area pianeggiante centrale attorno al corso dell'Irrawaddy.
L'habitat di questi uccelli è rappresentato dalla foresta tropicale secca di pianura, fino a 950 m di quota.